# كابتن توماس غريفز
كابتن توماس غريفز هو سياسي أمريكي، ولد في عقد 1580، وتوفي في 1635.